# 廣深鐵路快通卡
廣深鐵路快通卡是一種在廣深鐵路和諧號列車使用的IC型儲值車票形式的旅遊車票，於2009年3月20日推出，在2011年6月1日隨著全國鐵路車票推行實名制，因不符合實名制而停止使用。

## 功能
廣深鐵路快通卡屬於IC卡儲值車票式旅遊產品，此儲值卡的发行面额为500元人民币，旅客可凭快通卡直接刷卡进站乘坐廣深鐵路「和谐号」动车组二等车厢，并在出站刷卡时自動扣取所乘区间全额票款。 「廣深鐵路快通卡」與深圳市內的「深圳通」卡（2008年起發行，符合ISO/IEC 14443標準的Type A卡）一樣由中國內地握奇數據系統有限公司生產，同樣使用TimeCOS®FLY芯片。該卡自購買日起兩年內有效。
廣深鐵路快通卡雖然是IC卡儲值車票，但它並不能像深圳通、羊城通和八達通等智能卡可反覆充值使用，該卡並不設押金，因此不能退卡。同時在廣深鐵路上使用並沒有任何折扣優惠，亦不能享有學生、傷殘軍人等優惠。該卡於儲值額用完或有效期過後須另外購買新卡。因此，廣深鐵路快通卡屬於IC卡儲值車票形式的旅遊車票（類似港鐵的機場快綫旅遊票）。

## 歷史
- 2009年3月20日，廣深鐵路在廣深城際列車推出「廣深鐵路快通卡」，售價及儲值額均為500元人民币。
- 2011年6月1日起，隨著全國鐵路車票推行實名制，儲值卡「廣深鐵路快通卡」因不符合實名制要求而被取消。[3] 原本廣深鐵路有計劃在2012年推出具備有深圳市內的「深圳通」卡功能的第三代快通卡，但因推行實名制而令計劃無疾而終。